# Zyzzya
Zyzzya is een geslacht van sponsdieren uit de klasse van de Demospongiae (gewone sponzen).

## Soorten
- Zyzzya coriacea (Lundbeck, 1910)
- Zyzzya criceta Schönberg, 2000
- Zyzzya fuliginosa (Carter, 1879)
- Zyzzya invemar van Soest, Zea & Kielman, 1994
- Zyzzya papillata (Thomas, 1968)